# DASI
Il DASI (dall'inglese Degree Angular Scale Interferometer) è un telescopio situato in Antartide. È uno strumento composto da 13 interferometri operanti in 10 bande tra i 26 e i 36 GHz. Il design dello strumento è simile ad quello di altri due esperimenti il CBI (Cosmic Background Imager) e il VSA (Very Small Array).
Lo scopo del DASI è di studiare le anisotropie di temperatura della Radiazione cosmica di fondo (CMB) e la sua polarizzazione. Nel 2002 il team del DASI effettuò la scoperta della polarizzazione della CMB.